# Sankt Ruprecht an der Raab
Sankt Ruprecht an der Raab är en ort och kommun i distriktet Weiz i förbundslandet Steiermark i Österrike. 
Kommunen består av 13 orter (Ortschaften) (inom parentes invånarantal 1 januari 2024):

- Arndorf bei Sankt Ruprecht an der Raab (263)
- Dietmannsdorf (91)
- Etzersdorf (504)
- Fünfing bei Sankt Ruprecht an der Raab (875)
- Grub bei Sankt Ruprecht an der Raab (193)
- Kühwiesen (274)
- Lohngraben (293)
- Neudorf bei Sankt Ruprecht an der Raab (295)
- Rollsdorf (395)
- Sankt Ruprecht an der Raab (1 439)
- Unterfladnitz (327)
- Wolfgruben b.Sankt Ruprecht a.d.Raab (208)
- Wollsdorf (511)

Kommunen fick sin nuvarande form den 1 januari 2015 genom en sammanslagning av kommunerna Etzersdorf-Rollsdorf, Sankt Ruprecht an der Raab och Unterfladnitz.